# Dolichos antunesii
Dolichos antunesii är en ärtväxtart som beskrevs av Hermann August Theodor Harms. Dolichos antunesii ingår i släktet Dolichos och familjen ärtväxter. Inga underarter finns listade i Catalogue of Life.